# Odkrywcy Nowych Światów
Odkrywcy Nowych Światów (ang. Voyage of the B.S.M. Pandora) – jednoosobowa przygodowa gra planszowo-paragrafowa z elementami strategii w konwencji sci-fi.
Gra „Voyage of the B.S.M. Pandora” została wydana w roku 1981 przez Simulations Publications. Jej autorami są Edward Woods i John Butterfield. Gra ukazała się w szóstym numerze pisma Ares, jako prequel do opublikowanej w maju 1980 roku, w numerze 2. Ares, gry „Wreck of the B.S.M Pandora” Jamesa Dunnigana.
W roku 1987 wydawnictwo Encore wydało grę „Odkrywcy Nowych Światów”. Na rynku pojawiły się dwie wersje Odkrywców: w formie zeszytu oraz pudełkowa. Autorem ilustracji w polskiej edycji jest Jerzy Kurczak. Polska wersja gry była najprawdopodobniej plagiatem „Voyage of the B.S.M. Pandora” – nie zawierała informacji o uzyskaniu licencji od Simulations Publications Inc., ani o oryginale.

## Przebieg rozgrywki
Gracz wciela się w rolę kapitana statku kosmicznego „Pandora”, który wraz z siedmioosobową załogą, złożoną z dowódcy, nawigatora, inżyniera, lekarza, naukowca, zwiadowcy i żołnierza, wyrusza z misją naukową, której celem jest zbadanie galaktyki oraz bezpieczny powrót do domu. Uczestnicy wyprawy oprócz specjalistycznego sprzętu mają do dyspozycji 4 roboty. Gra polega na badaniu terenów nieznanych planet, a zadaniem kapitana jest odpowiedni dobór i przygotowanie ekspedycji. Wyprawy na powierzchnię muszą być każdorazowo przemyślane, bowiem prom jest zbyt mały by mógł zabrać wszystkich członków załogi i wystarczające ilości sprzętu i zasobów w daną misję. Każda wyprawa badawcza wyruszająca ze statku-matki, musi mieć przewidzianą energię na wykonanie misji, ale i powrót. Po powrocie z wyprawy, gracz oblicza ile zasobów energii i paliwa zostało zużytych oraz podlicza punkty zwycięstwa.
Miłośnicy gry, pomimo iż zamierzona była dla jednego gracza, wymyślali różne sposoby rozgrywki wieloosobowej. Między innymi przez porównywanie ilości zdobytych punktów zwycięstwa.

## Wersja elektroniczna
W 2010 roku opublikowana została elektroniczna, spolszczona wersja gry działająca w programie MS Excel, wykonana przez Pawła Garyckiego. W stosunku do wersji planszowej została rozszerzona o nowe elementy rozgrywki (m.in. punkty terenu). W 2012 roku opublikowana została wersja angielska, rozszerzona dodatkowo o mechanizmy losujące i balansujące przebieg gry.